# Wanderley Magalhães Azevedo
Wanderley Magalhães Azevedo (Goiânia, 8 de outubro de 1966 – Goiânia, 28 de março de 2006) foi um ciclista olímpico brasileiro.

## Vida
Era o primogênito de quatro irmãos, todos praticantes de ciclismo, um deles o atleta olímpico Tonny Magalhães Azevedo.
Começou a competir em sua cidade natal, aos 14 anos, pela equipe que leva o nome da família, a Magalhães E.C.
Foi profissional na Bélgica e participou do Tour de France. Participou também dos Jogos Olímpicos de Verão de 1988 em Seul, e de 1992 em Barcelona, nas provas dos 100 km contrarrelógio e estrada individual.
Conquistou a medalha de bronze nos Jogos Pan-Americanos de 1991 em Havana, na prova de estrada.
Após encerrar a carreira de atleta em 1995, começou a atuar como promotor de eventos esportivos. Faleceu vítima de câncer colorretal.